# リチャード・ウジェット

しばしばウジェットが撮影したとされる、カティーサーク号の写真。

リチャード・ウジェット（Richard Woodget、1845年11月21日 - 1928年3月5日ないし3月6日）は、イングランド人の船長で、特に有名なクリッパー（快速帆船）であったカティーサーク号が、オーストラリアとイギリス の間の羊毛貿易に従事して最も成功していた時期に、その船長 (マスター・マリナー) (master mariner) を務めたことで知られた。

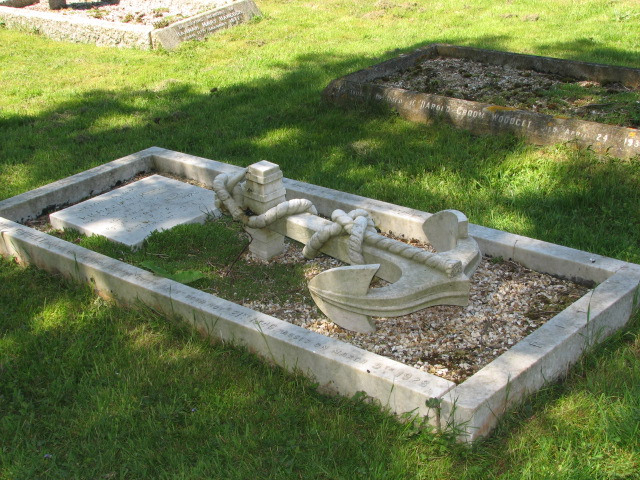
バーナム・ノートンの聖マーガレット教会にある墓。

リチャード・ウジェットは、ノーフォーク州バーナム・ノートンの農家に生まれ、最初に海に出たのはイギリスの東海岸を航行する沿岸貿易船の船員としてであった。1868年に船長 (マスター・マリナー)の資格をサウス・シールズで取得した。1881年、ジョック・ウィリス (Jock Willis) から、コールドストリーム (Coldstream) という古い船の船長に任じられ、次いで1885年にカティサークの船長に任じられた。船員としても、統率者としても尊敬されていたウジェット船長は、イギリスとオーストラリアの間を結ぶ航路において、いくつもの記録破りの航海をおこなった。
1895年にカティサークがポルトガルに売却されると、ウジェット船長はコールディンガム (Coldinghame) 号の指揮を執ることとなった。しかし、彼はこの船では1回しか航海に出ず、そのまま海員生活から引退してしまった。彼は、生まれ故郷のノーフォークで、バーナム・オーバリー・ステイスに農場を購入し、1926年までそこに住み続けた。1921年に二人目の妻ウィニフレッド・ベイシャム・パーカー (Winifred Basham Parker) と結婚した。彼は、1928年3月5日ないし6日に死去し、亡骸はバーナム・ノートンの聖マーガレット教会に埋葬された。